# إلوي آبرو
إلوي آبرو هو مصارع ‏ كوبي، ولد في 2 يوليو 1956.

## وصلات خارجية
- إلوي آبرو على موقع أوليمبيديا (الإنجليزية)